# فيليب تمبل
فيليب تمبل (بالإنجليزية: Philip Temple)‏ (1939)؛ كاتِب مُتخصِّص في أدب الأطفال وروائي نيوزيلندي.